# Bavayia astrongatti
Bavayia astrongatti — вид геконоподібних ящірок родини диплодактилідів (Diplodactylidae). Ендемік Нової Каледонії. Описаний у 2022 році.

## Поширення і екологія
Bavayia astrongatti відомі з типової місцевості, розташованої в гірському масиві д'Уазангу-Таом на північному заході Нової Каледонії, на висоті 870 м над рівнем моря.